# Sia (Solstice)
Sia is het zesde studioalbum van Solstice.

## Inleiding
De band onder leiding van gitarist en zanger Andy Glass brengt onregelmatig geluidsdragers uit. Vanaf 1984 met debuutalbum Silent dance is Sia dus het zesde (aangevuld met twee livealbums). Sia is gaelic voor zes, hetgeen ook terugkomt in het aantal leden en het aantal nummers (exclusief de bonustrack). De nummers vallen binnen de progressieve rock, maar vertonen ook sporen van folkrock, jazz en wereldmuziek. 
Het album werd goed ontvangen binnen de niche van de progressieve rock, maar dat was onvoldoende om een albumnotering te halen. Het album werd ook uitgegeven op dubbelelpee; het vinyl was daarbij geel.
Het album werd gestoken in een hoes van Shaun Blake, Phoenix Robins en Barry Kitson (kalligrafie, lijkend op die van Roger Dean). Voor de uitgave tekende de band een contract bij Giant Electric Pea, gespecialiseerd in progressieve rock. 

## Musici
- Andy Glass – zang, gitaar
- Jess Holland – zang (zij volgde Emma Brown op)
- Peter Hemsley – drumstel
- Jenny Newman – fiddle
- Steven McDaniel – toetsinstrumenten
- Robin Phillips – basgitaar

## Muziek
| Nr. | Titel                  | Duur  |
| --- | ---------------------- | ----- |
| 1.  | Shout (Glass)          | 12:45 |
| 2.  | Love is coming (Glass) | 6:28  |
| 3.  | Long gone (Glass)      | 4:09  |
| 4.  | Stand up (Glass)       | 6:13  |
| 5.  | Seven dreams (Glass)   | 7:46  |
| 6.  | A new day (Glass)      | 6:53  |
| 7.  | Cheyenne 2000 (Glass)  | 6:46  |

Cheyenne 2000 is een heropname van een van de track van hun debuutalbum.